# I Dug a Hole in the Yard for You
«I Dug a Hole in the Yard for You» es un sencillo de la banda finlandesa de hard rock Lordi, que fue publicado el 29 de noviembre de 2019. Es el segundo sencillo del álbum Killection.
La canción se encuentra en una línea de tiempo ficticia fechada en la actualidad, siendo esta canción la más moderna del álbum. Mr. Lordi. El 29 de noviembre, junto con el sencillo, se presentó el videoclip de la canción. 

## Lista de canciones
- I Dug a Hole in the Yard for You (4:11)

## Créditos
- Mr. Lordi (vocalista)
- Amen (guitarra)
- Hiisi (bajo)
- Mana (batería)
- Hella (piano)